# Parc provincial de Tweedsmuir

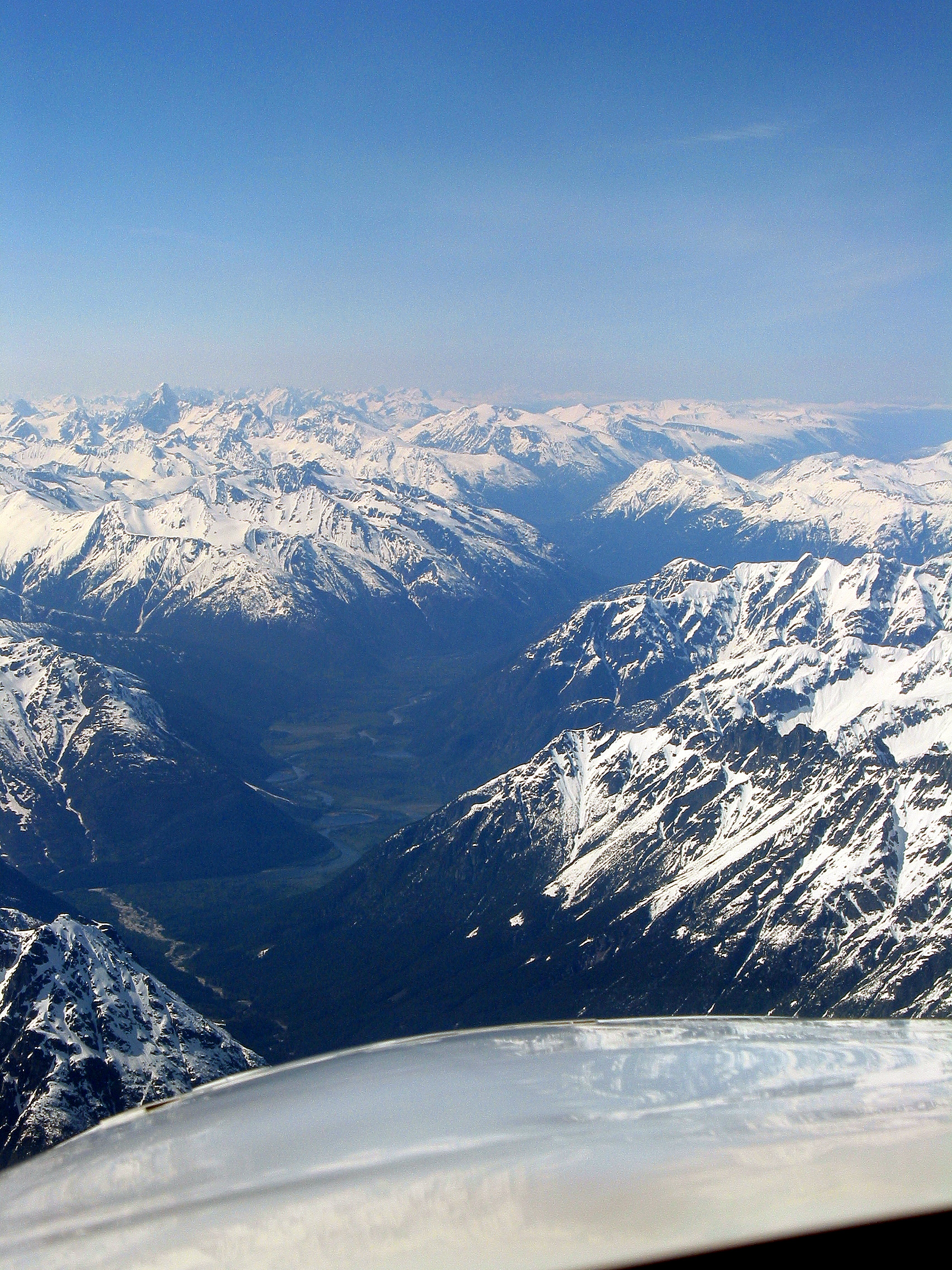
Parc provincial de Tweedsmuir

Le Parc provincial Tweedsmuir est une vaste zone protégée au centre-ouest de la province de Colombie-Britannique au Canada. Depuis les années 1970, le parc est officiellement divisé en deux entités administrativement distinctes qui dépendent de l'agence provinciale BC Parks : d'une part le « parc provincial et aire protégée de Tweedsmuir North » (Tweedsmuir North Provincial Park and Protected Area) et d'autre part le « parc provincial de Tweedsmuir South » (Tweedsmuir South Provincial Park ). Sa superficie totale s'élève à 981 000 hectares, soit 12 % de la superficie de toute la province.
Le parc provincial de Tweedsmuir est un endroit où la nature est encore totalement sauvage. Les grizzlys et les ours noirs sont abondants dans certaines parties du parc.

## Historique
Le territoire couvert par le parc était historiquement habité par les Amérindiens Bella Coola (Nuxalk) et Chilcotin (Tsilhqot'in). Le premier Européen à l'avoir traversé est Alexander Mackenzie en 1793.
Le parc a été officiellement créé le 21 mai 1938, c'est un des tout  premiers parcs provinciaux établis en Colombie-Britannique. Il a reçu son nom en hommage à John Buchan, baron de Tweedsmuir, qui fut gouverneur général du Canada, de 1935 à 1940.

## Parc provincial et aire protégée de Tweedsmuir North
Le parc provincial de Tweedsmuir North occupe la partie nord de l'ancien parc de Tweedsmuir. Il couvre une superficie de 446 092 hectares tandis que l'aire protégée de Tweedsmuir couvre 15 hectares. Le parc est bordé au nord et au sud-ouest par la Chaîne Côtière et à l'est par le plateau Nechako.

## Parc provincial de Tweedsmuir South
Le parc provincial de Tweedsmuir South occupe la partie sud de l'ancien parc de Tweedsmuir. D'une superficie de 506 000 hectares, il a globalement la forme d'un triangle allongé dont la pointe est dirigée vers le sud. Il est bordé au nord et au nord-ouest par les lacs Ootsa et Whitesail, à l'ouest et au sud-ouest par la Chaîne Côtière et à l'est par le plateau Intérieur (Interior Plateau).